# Próżniactwo społeczne
Próżniactwo społeczne (ang. social loafing) – w psychologii społecznej: efekt zmniejszenia wysiłku wkładanego przez jednostkę w aktywność wykonywaną wspólnie z innymi. Zjawisko jest powszechne, gdy grupy wykonują zadania addytywne (w których wkład każdego członka jest łączony w jeden wynik grupy). Występuje zarówno podczas zadań wymagających wysiłku umysłowego, jak i fizycznego. Przykładowe zadania, gdzie stwierdzono występowanie próżniactwa to: przeciąganie liny, pływanie, znajdowanie drogi w labiryncie, dawanie napiwków, wymyślanie jak największej ilości zastosowań dla danego przedmiotu czy formułowanie sądów i przekonań. Z efektem próżniactwa społecznego związany jest spadek napięcia emocjonalnego, co może jednak przełożyć się na lepsze wykonywanie skomplikowanych zadań.

## Czynniki zwiększające efekt
Próżniactwo społeczne może nasilać się wtedy, gdy:
- członkowie grupy są zmęczeni;
- grupa jest mało spójna;
- zadanie spostrzegane jest jako nudne;
- zadanie spostrzegane jest jako niezbyt istotne lub mało wartościowe (przy ważnych zadaniach efekt może się odwrócić);
- zadanie jest łatwe do wykonania;
- członkowie grupy są mało zaangażowani w wykonanie zadania;
- nie da się stwierdzić, jaki wysiłek wkłada każdy z członków zespołu;
- nie ma jasnych standardów wykonania zadania;
- perspektywa czasowa wykonania zadania jest długa;
- jednostka przekonana jest, że jej indywidualny wkład ma małe znaczenie dla wykonania zadania[1][2][3].

## Mechanizmy wyjaśniające
Proponowane wyjaśnienia fenomenu:
- Rozproszenie odpowiedzialności – poczucie odpowiedzialności za efekt pracy rozkłada się na większą liczbę członków zespołu wraz z rozszerzeniem się jego składu osobowego.

- Kierowanie się zasadą równości – jednostka ogranicza swój wysiłek, gdyż zakłada, że inni nie będą angażować wszystkich swoich sił.

- Strategia chowania się w tłumie – grupa zapewnia poczucie anonimowości: w warunkach działań grupowych trudniej jest powiązać wynik aktywności z poszczególnymi członkami zespołu.

- Wypełnianie standardu społecznego – w warunkach pracy grupowej standardy wykonania i oczekiwania wobec poszczególnych członków zespołu nie są zazwyczaj jasne i dobrze sprecyzowane, co sprawia, że podmiot nie wkłada maksymalnego wysiłku[1].